# ТЭФИ
«ТЭ́ФИ» — российская национальная телевизионная премия за высшие достижения в области телевизионных искусств, учреждённая фондом «Академия российского телевидения» 21 октября 1994 года. Является российским аналогом американской премии «Эмми».
С 2014 года организатором конкурса выступает некоммерческое партнёрство «Комитет индустриальных телевизионных премий».

## История
- В апреле 1994 года рядом влиятельных вещательных организаций (РГТРК «Останкино», Телекомпания НТВ и 2х2[1]) была учреждена Академия российского телевидения, фактически заменившая собой фестивали телефильмов, последний из которых (XV) прошёл в 1993 году[2]. 21 октября 1994 года[3] Академией российского телевидения учредила премию «ТЭФИ» (от «Телевизионный ЭФИр»). Первоначальная включала три номинации для художественных телепередач («Лучший телевизионный фильм», «Лучшая развлекательная передача», «Лучший ведущий развлекательной передачи»), одну для художественно-публицистических телепередач («Лучшая передача об искусстве»), пять для информационных и общественно-политических («Лучшая информационная передача», «Лучший ведущий информационной передачи», «Лучший репортёр», «Лучшая публицистическая передача», «Лучший ведущий публицистической передачи»), для прочих тематических («Лучшая познавательная передача», «Лучшая спортивная передача», «Лучшая передача для детей»);
- В 1998 году номинация «Лучший телевизионный фильм» была разделена на номинации «Телевизионный игровой (художественный) фильм или сериал» и «Телевизионный документальный фильм или сериал», из номинации «Публицистическая программа» была выделена номинация «Ток-шоу», из номинации «Программа о спорте» — номинация «Спортивный комментатор», введены номинации «Режиссёрская работа», «Операторская работа» и «Продюсерская работа»
- В 2000 году номинация «Телевизионный игровой (художественный) фильм или сериал» была разделена на номинации «Телевизионный художественный/игровой фильм» и «Телевизионный художественный/игровой сериал», номинация «Развлекательная программа» на «Телевизионная игра» и «Юмористическая программа», из номинации «Публицистическая программа» была выделена номинация «Журналистское расследование», из номинации «Репортёр» — номинация «Интервьюэр», введена номинация «Сценарист»;
- Премию «ТЭФИ—2002» первоначально планировали провести в октябре 2002 года, однако в связи с трагическими событиями, произошедшими в Москве с 23 по 26 октября 2002 года[4], она была перенесена на январь 2003 года[5].
- В 2003 году введены номинации «Исполнитель мужской роли в телевизионном фильме/сериале», «Исполнительница женской роли в телевизионном фильме/сериале», «Художник-постановщик» и «Звукорежиссёр», номинации «Сценарист», «Режиссёрская работа» и «Операторская работа» разделены на номинации для телефильмов или телесериалов и номинации для тематических передач;
- В 2004 году номинации «Сценарист», «Режиссёрская работа» и «Операторская работа» для телефильмов и телесериалов были разделены на соответствующие номинации для художественных телефильмов и телесериалов и номинации для документальных телефильмов и телесериалов, из номинации «Программа о науке» была выделена номинация «Программа об истории».
- В 2007 году от участия в конкурсе отказался холдинг «Газпром-Медиа» (телекомпании «НТВ» и «ТНТ»)[6].
- В 2008 году от участия в конкурсе отказалась Всероссийская государственная телевизионная и радиовещательная компания (ВГТРК) (телеканалы «Россия», «Культура», «Спорт» и «Вести»)[7]. В этом же году из номинации «Телевизионный художественный сериал» выделена номинация «Ситком», номинации «Продюсер», «Художник-постановщик» и «Звукорежиссёр» были разделены на соответствующие номинации для телефильмов или телесериалов и номинации для тематических программ;
- После ухода ряда крупных телеканалов Владимир Познер покинул пост президента Академии российского телевидения, на этом посту его сменил Михаил Швыдкой[8].
- В 2011 году из номинации «Телевизионный художественный сериал» выделена номинация «Телевизионный художественный сериал — телероман/теленовелла», номинация «Музыкальная программа» была разделена «Музыкальная программа. Классика» и «Музыкальная программа. Популярная музыка», «Телевизионная игра» на «Телевизионная игра. Интеллектуальное состязание» и «Телевизионная игра. Спортивное состязание»
- В 2013 году ВГТРК вышла из состава учредителей Академии российского телевидения, прекратив таким образом её финансирование и лишив возможности участия в конкурсах «ТЭФИ» свои региональные каналы[9]. После этого «Первый канал» заявил об отказе выдвигать свои программы на «ТЭФИ—2013» «ввиду отсутствия основных конкурентов»[10], а Михаил Швыдкой — об уходе с поста президента Академии российского телевидения[11].
- 23 апреля 2013 года Советом учредителей фонда «Академия российского телевидения» принято решение, что конкурс «ТЭФИ» не проводится до выработки новых регламента и правил проведения[12].
- В декабре 2013 года Советом учредителей фонда «Академия российского телевидения» приняты решения об избрании президентом Академии Александра Акопова и рассмотрении вопроса передачи имущественных прав на товарные знаки «ТЭФИ»[13] некоммерческому партнёрству «Комитет индустриальных телевизионных премий» (генеральный директор — Павел Корчагин)[14]. Процедура передачи имущественных прав окончательно завершена 3 апреля 2014 года[15].
- 24 марта 2014 года объявлено о возобновлении общенационального конкурса, начался приём работ на соискание премии «ТЭФИ—2014». Изменены наименования категорий («Дневной эфир» и «Вечерний прайм») и количество номинаций в них (по 12 в каждой), из номинаций для художественных передач остались «Телевизионный фильм/сериал» (для телефильмов, мини-сериалов, горизонтальных телесериалов, вечерних теленовелл, вечерних процедурных драм и вечерних ситуационных комедий), «Лучший актёр телевизионного фильма/сериала» и «Лучшая актриса телевизионного фильма/сериала» для вечернего и «Теленовелла» (в номинацию включались как собственно дневные теленовеллы так и дневные процедурные драмы) и «Ситком» для дневного эфира. Также были изменены правила голосования: теперь в жюри входят по 20 человек от каждого из учредителей (среди них: «Первый канал», ВГТРК, «Газпром-медиа холдинг», «СТС Медиа» и «Национальная медиа группа»)[16].
- 11 февраля 2015 года в руководстве НП «Комитет индустриальных телевизионных премий» прошли кадровые изменения. Председателем Совета учредителей стал Михаил Швыдкой, а на пост генерального директора была утверждена Майя Кобахидзе[17].
- В 2016 году в рамках группы номинаций «Дневной эфир» номинации «Теленовелла» и «Ситком» были объединены в номинацию «Дневной телевизионный сериал», в рамках группы номинаций «Вечерний прайм» из номинации «Телевизионный фильм/сериал» (в которой остались телефильмы, мини-сериалы, горизонтальные телесериалы, вечерние теленовеллы и вечерние процедурные драмы) была выделена номинация «Телевизионная многосерийная комедия/Ситком», была введена номинация «Режиссёр телевизионного фильма/сериала», из номинации «Развлекательная программа» (в которой остались музыкальные концертные программы и музыкальные телешоу) была выделена номинация «Юмористическая программа/шоу».
- Вручение премии «ТЭФИ—2017» первоначально планировалось провести 27 июня 2017 года. Однако при подсчёте голосов жюри произошёл «компьютерный сбой», и учредителями было принято решение о повторном голосовании. Поскольку до церемонии на тот момент оставалась всего одна неделя, было решено перенести её на 3 октября, чтобы переголосование прошло «без спешки»[18].

### ТЭФИ-Регион
В марте 2001 года фондом «Академия российского телевидения», национальной ассоциацией телерадиовещателей (НАТ), общероссийской общественной организацией работников СМИ «МедиаСоюз» и автономной некоммерческой организацией «Интерньюс» было принято решение об учреждении и проведении Всероссийского телевизионного конкурса «ТЭФИ-Регион».
С 2004 года номинации конкурса разделены на два тематических направления — «Информационное телевещание» и «Просветительское и развлекательное телевещание», а право принимать участие в нём имеют только региональные телекомпании.
Призы победителям конкурса «ТЭФИ-Регион» аналогичны призам национального конкурса «ТЭФИ».

### ТЭФИ-Летопись Победы
- Основная статья: ТЭФИ-Летопись Победы

В 2017 году из основной телепремии был выделен блок телеработ, посвящённых теме Великой Отечественной войны, и отдельный конкурс проведён под названием «ТЭФИ — Бессмертный полк», спустя два года ставший конкурсом «ТЭФИ-Летопись Победы», проведённым трижды: в 2019, 2020 и 2021 годах.

## Конкурсы «ТЭФИ»

### 1995—2011
Данные, относящиеся к номинациям категории «Внеэкранные» и «Профессии», выделены указанным цветом 
 Данные, относящиеся к номинациям категории  «Лица», выделены указанным цветом 
| № п/п | Наименование конкурса | Участвуют работы, произведённые и вышедшие в эфир | Участвуют работы, произведённые и вышедшие в эфир | Дата церемонии        | Место проведения церемонии                                                             | Количество номинаций | Количество номинаций | Транслятор телевизионной версии |  |
| № п/п | Наименование конкурса | с                                                 | по                                                | Дата церемонии        | Место проведения церемонии                                                             | тематические         | специальные призы    | Транслятор телевизионной версии |  |
| ----- | --------------------- | ------------------------------------------------- | ------------------------------------------------- | --------------------- | -------------------------------------------------------------------------------------- | -------------------- | -------------------- | ------------------------------- |  |
| I     | «ТЭФИ—1995»           | 1 января 1994 года                                | 1 февраля 1995 года                               | 5 мая 1995 года       | Московский Художественный театр имени А. П. Чехова (МХТ)                               | 12                   | 2                    | «РТР»                           |  |
| II    | «ТЭФИ—1996»           | 1 января 1995 года                                | 1 января 1996 года                                | 16 мая 1996 года      | Московский Художественный академический театр имени М. Горького (МХАТ им. М. Горького) | 12                   | 2                    | «НТВ»                           |  |
| III   | «ТЭФИ—1997»           | 1 января 1996 года                                | 1 января 1997 года                                | 25 мая 1997 года      | Московский Художественный академический театр имени М. Горького (МХАТ им. М. Горького) | 12                   | 2                    | «ОРТ»                           |  |
| IV    | «ТЭФИ—1998»           | 1 января 1997 года                                | 1 января 1998 года                                | 24 мая 1998 года      | Киноконцертный зал «Пушкинский»                                                        | 19                   | 3                    | «ОРТ»                           |  |
| V     | «ТЭФИ—1999»           | 1 января 1998 года                                | 1 января 1999 года                                | 27 мая 1999 года      | Государственный центральный концертный зал «Россия»                                    | 19                   | 2                    | «РТР»                           |  |
| VI    | «ТЭФИ—2000»           | 1 января 1999 года                                | 31 мая 2000 года                                  | 21 октября 2000 года  | Государственный центральный концертный зал «Россия»                                    | 26                   | 2                    | «НТВ»                           |  |
| VII   | «ТЭФИ—2001»           | 1 сентября 2000 года                              | 31 мая 2001 года                                  | 26 октября 2001 года  | Государственный центральный концертный зал «Россия»                                    | 26                   | 2                    | «НТВ»                           |  |
| VIII  | «ТЭФИ—2002»           | 1 июня 2001 года                                  | 31 мая 2002 года                                  | 31 января 2003 года   | Государственный центральный концертный зал «Россия»                                    | 26                   | 2                    | «Россия»                        |  |
| IX    | «ТЭФИ—2003»           | 1 июня 2002 года                                  | 31 мая 2003 года                                  | 25 сентября 2003 года | Отель «Марриотт Роял Аврора»                                                           | 12                   |                      |                                 |  |
| IX    | «ТЭФИ—2003»           | 1 июня 2002 года                                  | 31 мая 2003 года                                  | 26 сентября 2003 года | Государственный центральный концертный зал «Россия»                                    | 19                   | 2                    | «Первый канал»                  |  |
| X     | «ТЭФИ—2004»           | 1 июня 2003 года                                  | 31 мая 2004 года                                  | 23 сентября 2004 года | Государственный центральный концертный зал «Россия»                                    | 15                   |                      |                                 |  |
| X     | «ТЭФИ—2004»           | 1 июня 2003 года                                  | 31 мая 2004 года                                  | 24 сентября 2004 года | Государственный центральный концертный зал «Россия»                                    | 22                   | 2                    | «НТВ»                           |  |
| XI    | «ТЭФИ—2005»           | 1 июня 2004 года                                  | 31 мая 2005 года                                  | 16 ноября 2005 года   | Московский театр «Новая опера» имени Е. В. Колобова                                    | 26                   |                      |                                 |  |
| XI    | «ТЭФИ—2005»           | 1 июня 2004 года                                  | 31 мая 2005 года                                  | 18 ноября 2005 года   | Государственный центральный концертный зал «Россия»                                    | 13                   | 2                    | «Россия»                        |  |
| XII   | «ТЭФИ—2006»           | 1 июня 2005 года                                  | 31 мая 2006 года                                  | 17 ноября 2006 года   | Московский международный Дом музыки                                                    | 27                   | 1                    | «СТС»                           |  |
| XII   | «ТЭФИ—2006»           | 1 июня 2005 года                                  | 31 мая 2006 года                                  | 23 ноября 2006 года   | Большой концертный зал «Академический»                                                 | 13                   | 1                    | «СТС»                           |  |
| XIII  | «ТЭФИ—2007»           | 1 июня 2006 года                                  | 31 мая 2007 года                                  | 19 сентября 2007 года | Государственный центральный концертный зал «Россия» в Лужниках                         | 24                   |                      |                                 |  |
| XIII  | «ТЭФИ—2007»           | 1 июня 2006 года                                  | 31 мая 2007 года                                  | 21 сентября 2007 года | Государственный центральный концертный зал «Россия» в Лужниках                         | 16                   | 2                    | «СТС»                           |  |
| XIV   | «ТЭФИ—2008»           | 1 июня 2007 года                                  | 31 мая 2008 года                                  | 25 сентября 2008 года | Малый зал Государственного Кремлёвского дворца                                         | 30                   | 2                    | нет                             |  |
| XIV   | «ТЭФИ—2008»           | 1 июня 2007 года                                  | 31 мая 2008 года                                  | 25 сентября 2008 года | Малый зал Государственного Кремлёвского дворца                                         | 18                   | 2                    | нет                             |  |
| XV    | «ТЭФИ—2009»           | 1 июня 2008 года                                  | 31 мая 2009 года                                  | 21 сентября 2009 года | Центральный дом предпринимателя в Москве                                               | 26                   |                      |                                 |  |
| XV    | «ТЭФИ—2009»           | 1 июня 2008 года                                  | 31 мая 2009 года                                  | 26 сентября 2009 года | Михайловский театр Санкт-Петербурга                                                    | 18                   | 2                    | «Пятый канал»                   |  |
| XVI   | «ТЭФИ—2010»           | 1 июня 2009 года                                  | 31 мая 2010 года                                  | 20 сентября 2010 года | Отель «Ренессанс Москва Монарх Центр»                                                  | 25                   | 1                    |                                 |  |
| XVI   | «ТЭФИ—2010»           | 1 июня 2009 года                                  | 31 мая 2010 года                                  | 25 сентября 2010 года | Михайловский театр Санкт-Петербурга                                                    | 19                   | 3                    | «Пятый канал»                   |  |
| XVII  | «ТЭФИ—2011»           | 1 июня 2010 года                                  | 31 августа 2011 года                              | 25 мая 2012 года      | Московский театр «Новая опера» имени Е. В. Колобова                                    | 27                   |                      |                                 |  |
| XVII  | «ТЭФИ—2011»           | 1 июня 2010 года                                  | 31 августа 2011 года                              | 29 мая 2012 года      | Театр мюзикла                                                                          | 21                   | 2                    | «Первый канал»                  |  |

### С 2014 года
Данные, относящиеся к номинациям категории «Дневной эфир», выделены указанным цветом 
 Данные, относящиеся к номинациям категории  «Вечерний прайм», выделены указанным цветом 
| № п/п | Наименование конкурса | Участвуют работы, произведённые и вышедшие в эфир | Участвуют работы, произведённые и вышедшие в эфир | Дата церемонии        | Место проведения церемонии        | Количество номинаций | Количество номинаций | Транслятор телевизионной версии |
| № п/п | Наименование конкурса | с                                                 | по                                                | Дата церемонии        | Место проведения церемонии        | тематические         | специальные призы    | Транслятор телевизионной версии |
| ----- | --------------------- | ------------------------------------------------- | ------------------------------------------------- | --------------------- | --------------------------------- | -------------------- | -------------------- | ------------------------------- |
| XVIII | «ТЭФИ—2014»           | 1 мая 2013 года                                   | 1 мая 2014 года                                   | 26 июня 2014 года     | Телецентр «Останкино», 1-я студия | 12                   |                      |                                 |
| XVIII | «ТЭФИ—2014»           | 1 мая 2013 года                                   | 1 мая 2014 года                                   | 27 июня 2014 года     | Телецентр «Останкино», 1-я студия | 12                   | 2                    | «Россия-1»                      |
| XIX   | «ТЭФИ—2015»           | 1 июня 2014 года                                  | 31 мая 2015 года                                  | 25 июня 2015 года     | Телецентр «Останкино», 1-я студия | 12                   |                      |                                 |
| XIX   | «ТЭФИ—2015»           | 1 июня 2014 года                                  | 31 мая 2015 года                                  | 25 июня 2015 года     | Телецентр «Останкино», 1-я студия | 12                   | 2                    | «РЕН ТВ»                        |
| XX    | «ТЭФИ—2016»           | 1 июня 2015 года                                  | 31 мая 2016 года                                  | 28 июня 2016 года     | Телецентр «Останкино», 1-я студия | 14                   |                      |                                 |
| XX    | «ТЭФИ—2016»           | 1 июня 2015 года                                  | 31 мая 2016 года                                  | 28 июня 2016 года     | Телецентр «Останкино», 1-я студия | 17                   | 3                    | «НТВ»                           |
| XXI   | «ТЭФИ—2017»           | 1 июня 2016 года                                  | 31 мая 2017 года                                  | 3 октября 2017 года   | Кинотеатр «Россия»                | 14                   |                      |                                 |
| XXI   | «ТЭФИ—2017»           | 1 июня 2016 года                                  | 31 мая 2017 года                                  | 3 октября 2017 года   | Кинотеатр «Россия»                | 19                   | 2                    | «Россия-1»                      |
| XXII  | «ТЭФИ—2018»           | 1 июня 2017 года                                  | 31 мая 2018 года                                  | 3 октября 2018 года   | Московский театр мюзикла          | 14                   |                      |                                 |
| XXII  | «ТЭФИ—2018»           | 1 июня 2017 года                                  | 31 мая 2018 года                                  | 3 октября 2018 года   | Московский театр мюзикла          | 20                   | TBA                  | «Первый канал»                  |
| XXIII | «ТЭФИ—2019»           | 1 июня 2018 года                                  | 31 мая 2019 года                                  | 2 октября 2019 года   | Московский театр мюзикла          | 14                   |                      | TBA                             |
| XXIII | «ТЭФИ—2019»           | 1 июня 2018 года                                  | 31 мая 2019 года                                  | 2 октября 2019 года   | Московский театр мюзикла          | 20                   | «НТВ»                |                                 |
| XXIV  | «ТЭФИ—2023»           | 1 января 2020 года                                | 31 мая 2023 года                                  | 7-8 декабря 2023 года | Московский театр мюзикла          | 54                   |                      |                                 |
| XXV   | «ТЭФИ—2025»           |                                                   |                                                   | 9-10 июня 2025 года   | Большой театр                     | 52                   |                      |                                 |

## Победители
Первая премия «ТЭФИ» «За особый вклад в развитие телевидения» была присуждена посмертно погибшему за два месяца до церемонии Владиславу Листьеву.

## Призовая статуэтка

Бронзовая статуэтка «Орфей»

Победителям конкурса вручается бронзовая статуэтка «Орфей» и «золотой» диплом, финалисты конкурса получают только «серебряный» диплом. Вручаемый победителям приз представляет собой скульптуру персонажа древнегреческой мифологии, певца и музыканта Орфея, который разрывает себе грудь и играет на струнах своей души. Автор статуэтки — скульптор Эрнст Неизвестный — для новой награды масштабировал свою двухметровую статую Орфея, созданную в 1962 году. Изготовление призов производится в американской мастерской ученика Эрнста Неизвестного — Джеффа Блюмиса (англ. Jeff Bliumis). Одна статуэтка весит 8,5 кг, стоимость её изготовления на начало 2000-х годов составляла одну тысячу долларов США.

## Критика
- Фильм «Великая тайна воды», получивший три премии, вызвал огромный резонанс в обществе, многочисленные споры и критику представителей Русской православной церкви, обвинивших создателей в оккультном и эзотерическом содержании, выдаваемом за науку, а также в дезориентации верующих[31][32]. Георгий Белодуров отметил, что большинство участвующих в фильме «академиков» являются академиками РАЕН[32]. Комиссия по борьбе с лженаукой и фальсификацией научных исследований Российской академии наук крайне резко отозвалась о фильме. В бюллетене комиссии отмечается:

«В апреле 2006 года телеканал «Россия» показал мастерски снятый фильм «Великая тайна воды», который иначе как пасквилем на мировую науку назвать нельзя. В конце 2006 года фильм получил три премии «ТЭФИ». Тем самым, телевизионных дел мастера убедительно продемонстрировали, что для них самое главное — рейтинг, даже если он достигается ценой грубого обмана. А то, что при этом совершенно беззастенчиво попирается наука, что людям навязываются средневековые представления, организаторам премиального балагана безразлично…».
- Фёдор Раззаков пишет о вручении премии Андрею Малахову[34], цитируя статью из газеты «Известия»[35]:

«Сегодня, однако, Малахов и у широкой публики, и у телевизионных критиков, и, уверены, у лиц, облеченных властью, ассоциируется в первую голову с передачей «Пусть говорят». Она попирает любые, самые рудиментарные представления о морали. Так что вручение «ТЭФИ» Малахову невольно воспринимается как признание пошлости».
- Режиссёр Олег Дорман, удостоенный в 2010 году Специального приза «Академии российского телевидения» в рамках премии «ТЭФИ—2010» (за фильм «Подстрочник»), отказался принять награду, заявив[36]:

Среди членов Академии, её жюри, учредителей и так далее — люди, из-за которых наш фильм одиннадцать лет не мог попасть к зрителям. Люди, которые презирают публику и которые сделали телевидение главным фактором нравственной и общественной катастрофы, произошедшей за десять последних лет…
- Тележурналист Евгений Киселёв в 2004 году отмечал:

…Когда десять лет назад академия только создавалась — а это происходило на моих глазах — учредители академии, руководители основных российских телеканалов, имели и другой расчёт. Была надежда, что академия сможет как-то сплотить телевизионное сообщество, возродить ушедший дух профессиональной солидарности. Увы, надежды не оправдались. Когда кипели страсти вокруг НТВ, ТВ-6, ТВС, когда закрывали программы и целые каналы, увольняли журналистов и их руководителей, телеакадемия, как правило, оставалась в роли стороннего наблюдателя…
Аналогичного мнения придерживаются телевизионный критик Слава Тарощина и тележурналист, лауреат премии Юлия Мучник.
- В контексте переноса церемонии вручения премии «ТЭФИ—2017» с июня на октябрь того же года российский журналист Владимир Кара-Мурза-старший заметил:

…Премия верно идет к своему краху. Надо или Познера вернуть, или найти другую объединяющую фигуру. Мне кажется, таким человеком может стать Леонид Парфёнов. Но боюсь, что честного судейства никто из учредителей не хочет — все хотят потешить самих себя. Сегодня премия, к сожалению, никак не отражает уровень профессионального мастерства, не связана с качеством работы. Движущая сила одна — лобби. Если «ТЭФИ» хочет и дальше давать премии Дмитрию Киселёву, Ольге Скабеевой, Валерию Фадееву, которые победы не заслуживают, — так и менять ничего не надо. «ТЭФИ» рано или поздно сгинет сама…